# Museum Weltjugendherberge

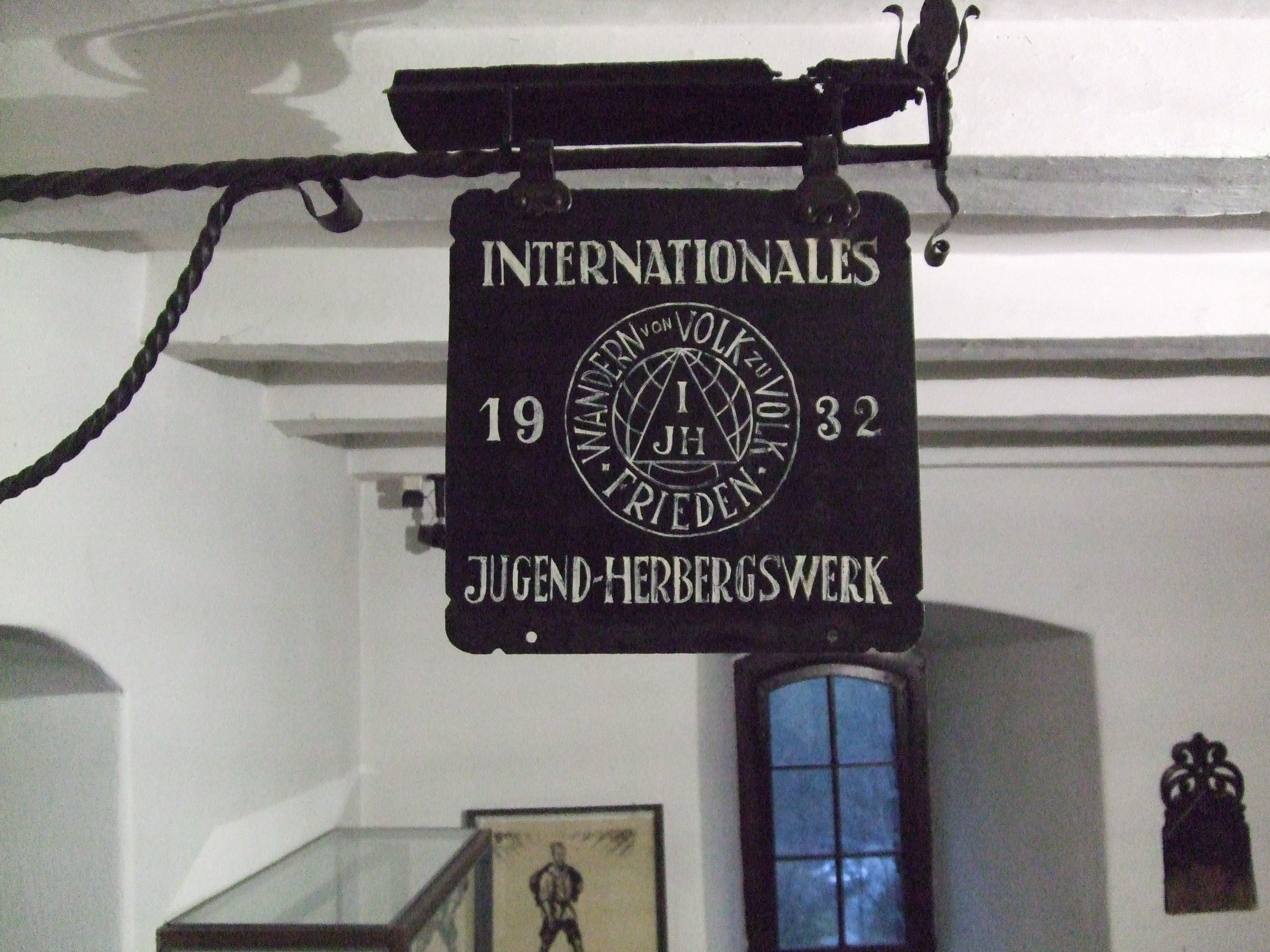
Weltjugendherberge Burg Altena

Das Museum Weltjugendherberge ist ein Museum in der Burg Altena in Altena. Es befindet sich in der Trägerschaft des Märkischen Kreises. Es zeigt die im Original erhaltene Einrichtung der weltweit ersten Jugendherberge aus dem Jahr 1914. Die Herberge in Altena war die erste Jugendherberge von inzwischen 4000 weltweit. 